# عمار مرياش
عمار مرياش (8 أكتوبر 1964م – ) شاعر وصحفي جزائري مستقل. حائز على عدة جوائز أدبية منها جائزة المغرب الأولى مفدي زكريا للجاحظية سنة 1993.

## أعماله
له من الدواوين:
- الحبشة 1988-دار نقوش عربية ، تونس 2010.
- اكتشاف العادي 1993: وهو ديوان شعر نشرته الجمعية الوطنية للمبدعين الجزائر 1993.أثار نقاشا واسعا في الجزائر عام 1993. ترجمته دانيا إلى الفرنسية عام 1993 وترجم إلى الأسبانية 1994 وترجمه الشاعر عاشور فني إلى الفرنسية ونشر من طرف اتحاد الكتاب الجزائريين عام 2002.
- لا يا أستاذ 1996.

## الجوائز
حائز على جوائز أدبية كثيرة من بينها جائزة مفدي زكريا المغاربية للشعر عام 1993.

## وصلات خارجية
- عمار مرياش على موقع أرشيف الشارخ.

عمار مرياش